# Papelón (município)
Papelón é um município da Venezuela localizado no estado de Portuguesa.
A capital do município é a cidade de Papelón.